# Бродуей, Ню Йорк (филм, 1895)
„Бродуей, Ню Йорк“ (на английски: Broadway, New York) е британски късометражен документален ням филм от 1895 година, заснет от оператора и режисьор Бърт Ейкрис за компанията Нордърн Фотографик Уъркс.